# Walther von Altrock
Walther Ferdinand C. von Altrock (* 9. April 1873 in Berlin; † 9. August 1951 ebenda) war ein deutscher Ökonom und Sachbuchautor.

## Leben
Er stammte aus der im 18. Jahrhundert in den Adelsstand erhobenen mecklenburgischen Familie Altrock und war der Sohn des Rittergutsbesitzers und Hauptmanns a. D. Adolf von Altrock und dessen Ehefrau Emma geborene Baumann. Nach dem Besuch des Realgymnasiums und der Höheren Landwirtschaftsschule studierte Walther von Altrock Landwirtschaft und Staatswissenschaften an den Universitäten Jena, Tübingen und Berlin. Er promovierte zum Dr. sc. pol. Danach war er mehrere Jahre in der Landwirtschaft tätig, war Hilfsarbeiter an der Landwirtschaftskammer der Provinz Brandenburg und nahm aktiv am Ersten Weltkrieg teil. Als Wirtschaftswissenschaftler wurde er Verwaltungsbeamter (Ökonomierat) im Reichsernährungsministerium. Von 1904 bis 1921 war er Generalsekretär des Preußischen Landes-Ökonomie-Kollegiums. Ferner war Walther von Altrock von 1921 bis 1925 Geschäftsführender Direktor der preußischen Hauptlandwirtschaftskammer und nach erfolgtem Rücktritt von 1925 bis 1930 Verbandsdirektor des Verbandes landwirtschaftlicher Genossenschaften der Provinz Brandenburg. Daneben betätigte er sich als Sachbuchautor. Altrock war Ehrenritter des Johanniterordens.

## Familie
Walther von Altrock war zweimal verheiratet, in erster Ehe mit Dora Helm. Die zweite Ehe ging er 1926 mit Helene geschiedene Schallehn, geborene Karbe-Adamsdorf, ein. Das Paar wohnte lange in Berlin-Dahlem.

## Werke (Auswahl)
- Die ländliche Verschuldung in der Provinz Posen. In: Veröffentlichungen der Landwirtschaftskammer für die Provinz Posen, Band 5, Verlag Ebbecke Posen, 1906. DNB
- Beiträge zur Statistik der Milchwirtschaft und der Industrie der Speisefettefabrikation, in: Schriften des Deutschen Milchwirtschaftlichen Vereins, 39, Selbstverlag des Deutschen Milchwirtschaftlichen Vereins, Berlin, 1912. DNB
- Die ostpreussische Landschaft. in: Veröffentlichungen des Königlichen Preußischen Landes - Ökonomie - Kollegium, Heft 15, Parey, Berlin 1914. DNB
- Der landwirtschaftliche Kredit in Preußen. Kur- und Neumärkisches Ritterschaftsliches Kreditinstitut und Neues Brandenburgisches Kreditinstitut. in: Veröffentlichungen des Königlichen Preußischen Landes - Ökonomie - Kollegium, Heft 17, Parey, Berlin 1915, S. 8. DNB
- Die  Organisationen der deutschen Landwirtschaft, der Forstwirtschaft, des Gartenbaus, der Fischerei und der landwirtschaftlichen Nebengewerbe, Berlin 1921.
- (mit Kurt Schleising): Die Beratungsgegenstände des Preußischen Landes-Ökonomie-Kollegiums in den Jahren 1842–1920, in: Veröffentlichungen des Preußischen Landes-Ökonomie-Kollegiums, 22, Berlin, 1921.
- Landes-Oekonomie-Kollegium – Preuß.  Hauptlandwirtschaftskammer. In: Handwörterbuch der Staatswissenschaften, 4. Auflage, Band 6 (1925), S. 146–148.
- Der Verwaltungslandwirt. In: Merkblätter für Berufsberatung der Deutschen Zentralstelle für Berufsberatung der Akademiker E. V.,  E (Band) 8, Trowitzsch & Sohn, Berlin, 1929.